# Greiz
Greiz er hovedby i Landkreis Greiz den tyske delstat Thüringen. Byen ligger ved grænsen til Sachsen.
Greiz ligger i det historiske landskab Vogtland.